# Anne-Lise Touyaová
Anne-Lise Touyaová (* 19. ledna 1981 Tarbes, Francie) je bývalá francouzská sportovní šermířka, která se specializovala na šerm šavlí. Francii reprezentovala v prvním desetiletí jednadvacátého století. Bratři Damien Touya a Gaël Touya reprezentovali Francii v šermu šavlí. Na olympijských hrách startovala v roce 2004 a 2008 v soutěži jednotlivkyň a družstev. V roce 2001 a 2005 získala titul mistryně světa v soutěži jednotlivkyň a v roce 2000 titul mistryně Evropy. S francouzským družstvem šavlistek vybojovala v roce 2006 a 2007 titul mistryň světa a v roce 2005 a 2007 titul mistryň Evropy.